# Topos étale
 (septembre 2019).
Si vous disposez d'ouvrages ou d'articles de référence ou si vous connaissez des sites web de qualité traitant du thème abordé ici, merci de compléter l'article en donnant les références utiles à sa vérifiabilité et en les liant à la section « Notes et références ».
En mathématiques, le topos étale d'un schéma X est la catégorie de tous les faisceaux étales sur X. Un faisceau étale est un faisceau situé sur le site étale de X.

## Définition
Soit X un schéma. Une couverture étale de X est une famille {\displaystyle \{\varphi _{i}:U_{i}\to X\}_{i\in I}}, où chaque {\displaystyle \varphi _{i}} est un morphisme étale de schémas, de telle sorte que la famille soit conjointement surjective {\displaystyle X=\bigcup _{i\in I}\varphi _{i}(U_{i})} . 
La catégorie Ét(X) est la catégorie de tous les régimes étale sur X. La collection de tous les recouvrements étales d'un schéma étale U sur X, c'est-à-dire un objet dans Ét(X) définit une prétopologie de Grothendieck sur Ét(X) qui induit à son tour une topologie de Grothendieck, la topologie étale sur X. La catégorie associée à la topologie étale s’appelle le site étale sur X.
Le topos étale {\displaystyle X^{\text{ét}}} d'un schéma X est alors la catégorie de toutes les faisceaux d'ensembles sur le site Ét(X). Ces faisceaux s'appellent des faisceaux étales sur X. En d'autres termes, un faisceau étale {\displaystyle {\mathcal {F}}} est un foncteur (contravariant) de la catégorie Ét(X) sur la catégorie des ensembles satisfaisant l’axiome de faisceau suivant: 
Pour chaque étale U sur X et chaque étale couvrant {\displaystyle \{\varphi _{i}:U_{i}\to U\}} de U, la séquence :  
{\displaystyle 0\to {\mathcal {F}}(U)\to \prod _{i\in I}{\mathcal {F}}(U_{i}){{{} \atop \longrightarrow } \atop {\longrightarrow  \atop {}}}\prod _{i,j\in I}{\mathcal {F}}(U_{ij})}
où {\displaystyle U_{ij}=U_{i}\times _{U}U_{j}}, est exacte.